# Mayra
Mayra de Grammont Arduini (São Paulo, 4 de outubro de 1993) é uma cantora, compositora, atriz e escritora brasileira. Filha do cantor e produtor musical Frankye Arduini, integrante da banda Tony & Frankye, Mayra ganhou destaque como integrante da banda College 11 e por suas atuações em séries do Disney Channel, como Que Talento! e Violetta.

## Biografia
Mayra de Grammont Arduini nasceu em 4 de outubro de 1993, na cidade de São Paulo, São Paulo. Filha do cantor e produtor musical Frankye Arduini e da cantora e compositora Luciana de Grammont. Em 2005 aos 13 anos, Mayra começou a compor suas primeiras músicas em casa e a tentar tocar violão, mas ela não tocava bem na época, o pai dela Frankye Arduini a colocou em aulas de violão para que ela melhorasse suas habilidades. Em 2009, Mayra começou a participar de uma banda cover de McFly, no colégio, em São Paulo, no qual participou de um festival de musical realizado por uma escola de inglês, atraiu a atenção de Bruno Martini que também tinha uma banda de rock no mesmo colégio e após o fim do festival a convidou para gravar com ele em estúdio.

## Carreira

### 2009–2016: College 11
Em 2009, Mayra foi contratada pela Walt Disney Records após gravar um CD demo, enviado pelo pai de Bruno Martini a um produtor musical, que o apresentou à Disney. Após um ano de conversas com a Disney, em 2010, Mayra foi contratada para compor uma música para a série de tv As the Bell Rings. Após os produtores da Disney gostarem da música produzida por Mayra, ela foi convidada para formar uma banda juntamente com Bruno Martini, denominada College 11, tornando-se a primeira artista brasileira contratada internacionalmente pela Walt Disney Records. Como parte da banda, Mayra participou de diversos programas do Disney Channel, como Violetta e Quando Toca o Sino, além de protagonizar a série Que Talento!. Em 2012, lançou seu primeiro álbum ao lado de Bruno, intitulado College 11. A banda abriu shows de vários artistas internacionais no Brasil, como Demi Lovato e Selena Gomez, além de participar de festivais como Mundo Show Festival em 2013. Mayra também era escritora e escrevia livros, poesias e fanfics para sites na internet.
Em 2013 compôs a música "Imaginar", cantada por Giovanna Chavez para a trilha sonora da novela do SBT, Chiquititas de 2013.

### 2016–presente: Carreira solo
Após o fim da banda College 11, em 2016, Mayra iniciou sua carreira solo como cantora e compositora, sob o pseudônimo Stryder. Ainda naquele ano e ainda sem assinar com alguma gravadora musical, lançou seu primeiro single solo, intitulado Somewhere To Go, em parceria com Bruno Martini.
Mayra direcionou sua carreira mais para o lado da composição, trabalhando em estúdio ao lado de Bruno Martini e de Gino Martini, pai de Bruno e integrante da banda Double You. Mayra escreveu diversas músicas para grandes nomes brasileiros, incluindo o single Road de Bruno Martini e Too Bad de Giulia Be. Além disso, colaborou com outros artistas, como Luiza Possi, e participou na composição de músicas para o álbum Livre de Wanessa Camargo e para os dois primeiros álbuns solo de Junior Lima, ex-integrante da dupla Sandy & Junior.
Em fevereiro de 2017, ainda como Stryder, lançou seu segundo single, Midnight Lovers, com o DJ holandês, Sander Kleinenberg. Em 7 junho de 2017, Mayra assinou contrato com a Universal Music Group e adotou o nome artístico "Mayra". Ainda em 2017, lançou seu primeiro single com seu novo nome artístico, Champagne, novamente em colaboração com Bruno Martini.
Em 17 maio de 2019, Mayra apresentou seu primeiro Extended Play, Voices.
Seu álbum de estreia como artista solo, intitulado A Cura, foi lançado em 31 de março de 2023, trazendo influências do pop rock. O álbum foi lançado juntamente com o single Te Odeio e foi produzido por Bruno Martini e Lucas Silveira, vocalista da banda Fresno.
Em 2024, Mayra lançou seu segundo EP, intitulado séance: sombra.

## Discografia

### Álbuns

#### Álbum de estúdio
| Título | Detalhes                                                                                   |
| ------ | ------------------------------------------------------------------------------------------ |
| A Cura | - Lançamento: 31 de março de 2023 - Gravadora: Universal Music - Formato: Download digital |

#### Extended plays(EP)
| Título         | Detalhes                                                                                  |
| -------------- | ----------------------------------------------------------------------------------------- |
| Voices         | - Lançamento: 17 de maio de 2019 - Gravadora: Universal Music - Formato: Download digital |
| séance: sombra | - Lançamento: 30 de maio de 2024 - Gravadora: Universal Music - Formato: Download digital |

### Singles
| Canção                                                        | Ano  | Álbum                        |
| ------------------------------------------------------------- | ---- | ---------------------------- |
| Em Meu Mundo                                                  | 2012 | Violetta                     |
| Ser Quem Sou                                                  | 2014 | Tinker Bell: Fadas e Piratas |
| Somewhere to Go Como Stryder (com Bruno Martini)              | 2016 | Não incluso em álbum         |
| Midnight Lovers Como Stryder (com Sander Kleinenberg)         | 2016 | Não incluso em álbum         |
| Champagne (com Bruno Martini)                                 | 2017 | Não incluso em álbum         |
| Shameless (Com Sunnery James & Ryan Marciano e Bruno Martini) | 2019 | Não incluso em álbum         |
| L'amour toujours Cover (com Bruno Martini e Di Fabianno)      | 2019 | Não incluso em álbum         |
| Midnight Calls                                                | 2020 | Não incluso em álbum         |
| M.I.A. (Com Bruno Martini)                                    | 2020 | Não incluso em álbum         |
| Luck Or Love                                                  | 2020 | Não incluso em álbum         |
| Skin (Com Bruno Martini, Timbaland e Johnny Franco)           | 2020 | Original                     |
| Save Me (Com Avian Grays, Bruno Martini e TRIXL)              | 2021 | Não incluso em álbum         |
| Where'd U Go (Com Bruno Martini e Cat Dealers)                | 2021 | Não incluso em álbum         |
| A.R.T. (Com Bruno Martini e Zeeba)                            | 2022 | Não incluso em álbum         |
| Prova (Com Nanno)                                             | 2022 | Não incluso em álbum         |
| Closure (Com Sunnery James & Ryan Marciano e Bruno Martini)   | 2022 | Não incluso em álbum         |
| Modo Avião                                                    | 2022 | A Cura                       |
| A Cura                                                        | 2022 | A Cura                       |
| Andar 14 (Com Lucas Andrade)                                  | 2023 | Não incluso em álbum         |
| Grito                                                         | 2023 | A Cura                       |
| Te Odeio (Com Nanno)                                          | 2023 | A Cura                       |
| Porra loka                                                    | 2024 | séance: sombra               |
| Pesadelo pt.2 (Com Day limns)                                 | 2024 | séance: sombra               |
| Invencível (Com Hotelo)                                       | 2024 | séance: sombra               |
| Falo demais (Com Uelo)                                        | 2024 | Não incluso em álbum         |

#### Como compositora
| Fonte: Tidal        | Fonte: Tidal | Fonte: Tidal                                 | Fonte: Tidal               |
| Título              | Ano          | Artista(s)                                   | Álbum                      |
| ------------------- | ------------ | -------------------------------------------- | -------------------------- |
| "Imaginar"          | 2013         | Giovanna Chaves                              | Chiquititas                |
| "Na Estrada"        | 2014         | Júlia Tavares                                | Vitória                    |
| "Indigo"            | 2017         | Bruno Martini, The Juns                      | Não incluso em álbum       |
| "Yes, I Do"         | 2017         | Soy Luna                                     | La vida es un sueño        |
| "Road"              | 2017         | Bruno Martini, Timbaland, Johnny Franco      | Não incluso em álbum       |
| "Savages"           | 2018         | Sunnery James & Ryan Marciano, Bruno Martini | Não incluso em álbum       |
| "Too Bad"           | 2019         | Giulia Be                                    | Não incluso em álbum       |
| "Sou Mais Eu"       | 2019         | Rouge                                        | Les 5inq                   |
| "Ghost"             | 2021         | Bruno Martini                                | Não incluso em álbum       |
| "Original"          | 2021         | Bruno Martini, IZA, Timbaland                | Original                   |
| "Wake Up With You"  | 2021         | Bruno Martini, Becky Hill, Magnificence      | Original                   |
| "Ain't Worried"     | 2021         | Bruno Martini, Diarra Sylla, Luísa Sonza     | Original                   |
| "Bend The Knee"     | 2021         | Bruno Martini, IZA, Timbaland                | Original                   |
| "Twilight"          | 2021         | Bruno Martini, Luísa Sonza                   | Original                   |
| "Peace Of Mind"     | 2021         | Bruno Martini, Zeeba                         | Original                   |
| "Stay"              | 2021         | Bruno Martini, Carol Biazin                  | Original                   |
| "Miss Summertime"   | 2021         | Bruno Martini, AGUIDA                        | Original                   |
| "Blurry Vision"     | 2021         | Bruno Martini, Nil Cazale                    | Original                   |
| "Dangerous"         | 2021         | Bruno Martini, AGUIDA                        | Original                   |
| "Te Vejo"           | 2022         | Hadassah Perez                               | Não incluso em álbum       |
| "Passeio"           | 2022         | Zeeba                                        | Tudo Ao Contrário          |
| "Ouvi Falar         | 2023         | OutroEu                                      | A Mágica Por Trás Da Forma |
| "Frio na Barriga"   | 2023         | Luiza Possi, Wanessa Camargo                 | LUIZA POP                  |
| "Quem Sou Eu"       | 2023         | Wanessa Camargo                              | Livre                      |
| "Não Faz Sentido"   | 2023         | Luiza Possi, Elana Dara                      | LUIZA POP                  |
| "Vênus"             | 2023         | Mariana Nolasco                              | Quem É Ela?                |
| "De Volta pra Casa" | 2023         | Junior Lima                                  | Solo (Vol. 1)              |
| "Soul e Suor"       | 2024         | Junior Lima                                  | Solo (Vol. 2)              |
| "Tabu"              | 2024         | Junior Lima                                  | Solo (Vol. 2)              |

#### Como artista convidada
| Título                    | Ano  | Artista(s)                         | Álbum                        |
| ------------------------- | ---- | ---------------------------------- | ---------------------------- |
| "Happy Friends"           | 2017 | Marina Diniz                       | Não incluso em álbum         |
| "Torn" cover              | 2018 | Marina Diniz                       | Não incluso em álbum         |
| "The Edge"                | 2018 | Carta                              | Não incluso em álbum         |
| "Save Me"                 | 2020 | Bruno Martini, AVIAN GRAYS, TRIXL  | Não incluso em álbum         |
| "Running"                 | 2020 | Bruno Martini, Gabriel Boni, Mojjo | Não incluso em álbum         |
| "Saturday (Viagem)"       | 2020 | Nanno                              | Não incluso em álbum         |
| "Amigos Para Sempre"      | 2021 | Giramille                          | Mundo Encantado da Giramille |
| "Riot"                    | 2021 | Bruno Martini, Timbaland           | Original                     |
| "Albatross"               | 2021 | Bruno Martini                      | Original                     |
| "Bad Conversation"        | 2021 | Bruno Martini                      | Original                     |
| "Tá Escrito nas Estrelas" | 2023 | Lucas Silveira                     | Não incluso em álbum         |
| "Underwater"              | 2025 | Pontifexx, Nelmeira                | Não incluso em álbum         |

#### Outras canções
| Título            | Ano  | Álbum  |
| ----------------- | ---- | ------ |
| "Listening"       | 2019 | Voices |
| "Monster"         | 2019 | Voices |
| "Looking For You" | 2019 | Voices |

## Filmografia

### Séries televisivas
| Ano       | Série              | Nota                                                      |
| --------- | ------------------ | --------------------------------------------------------- |
| 2012      | Quando Toca o Sino | Elenco recorrente da 3° temporada                         |
| 2013      | Violetta           | Participa dos episódios 57, 58 e 59 da segunda temporada. |
| 2014-2016 | Que Talento!       | Elenco principal                                          |

### Programas de televisão
| Ano       | Programa       | Nota                                                                                   |
| --------- | -------------- | -------------------------------------------------------------------------------------- |
| 2010-2011 | Disneyllon     | Participação especial para apresentação ao vivo como College 11                        |
| 2012      | Zapping Zone   | Participação para apresentação ao vivo como College 11 e como júri de disputa musical. |
| 2013      | The U-Mix Show | Participação recorrente da 2° Temporada do programa como College 11                    |
| 2016      | Pijama Party   | Participação especial da versão original do programa como College 11                   |